# حرف مشطي الثمار
الحُرْف مشطي الثمار نوع نباتي يتبع جنس الحُرْف من الفصيلة الصليبية.

## الموئل والانتشار
موطنه نيوزيلندا.